# Francesco Gonzaga (militare 1477)

Stemma dei Gonzaga dal 1433

Francesco Gonzaga (1477 – 1511) è stato un cavaliere medievale italiano.

## Biografia
Venne soprannominato "Il Cardinalino" per essere stato il figlio naturale del cardinale Francesco Gonzaga, avuto da una relazione con una sua serva di nome Barbara.
Sua tutrice fu la nonna Barbara di Brandeburgo.
Sposò Taddea Forlani, sorella di Enea, al servizio del marchese di Mantova Francesco II Gonzaga, dalla quale ebbe due figlie poi monache. Costei, accusata di adulterio, venne rinchiusa nel castello di Castellaro, di proprietà della famiglia Gonzaga.